# Ambrozijanska knjižnica
Ambrozijanska knjižnica (italijansko Biblioteca Ambrosiana) je zgodovinska knjižnica v Milanu v Italiji, tudi hiša Ambrozijanska pinakoteka (Pinacoteca Ambrosiana), umetniške galerije Ambrosiana. Ime je dobila po Ambrožu, zavetniku Milana in jo je ustanovil kardinal Federico Borromeo (1564-1631), čigar zastopniki so prečesali zahodno Evropo in celo Grčijo in Sirijo in pridobivali knjige in rokopise. Nekatere velike pridobitve celotne knjižnice so rokopisi benediktinskega samostana Bobbio (1606) in knjižnica Padovčana Vincenza Pinellija, ki vsebuje več kot 800 rokopisov, ki so napolnili 70 zabojev, ko so bili poslani v Milano in med njimi je bila tudi slavna Iliada oziroma Ilia picta (Ambroževa Iliada – iluminiran rokopis iz 5. st. na osnovi Homerjeve Iliade, verjetno napisan v Konstantinoplu).

## Zgodovina
Med bivanjem kardinala Borromea v Rimu, 1585-95 in 1597-1601, je načrtoval razvoj te knjižnice v Milanu kot odprto do učenjakov in da bi služila kot branik katoliškim učenjakom v službi protireformacije proti razpravam, ki so prihajale od protestantskih piscev. Gradnja hiše za kardinalovih 15.000 rokopisov in dvakrat toliko tiskanih knjig, se je začela leta 1603 na podlagi načrtov in usmeritev Lelio Buzzija in Francesca Maria Richinija. Njena prva čitalnica, Sala Federiciana, je bila odprta za javnost 8. december 1609 in je bila po Bodleianovi knjižnici v Oxfordu druga javna knjižnica v Evropi. Imela je novost, da so bile njegove knjige zložene v primernih škatlah ob stenah, namesto priklenjene na bralne table, kot je ta srednjeveška praksa videti še danes v Medičejski knjižnici v Firencah. V knjižnici je bil tudi tiskarski stroj in šola za pouk klasičnih jezikov.
Stalne pridobitve novega gradiva so kmalu zahtevale širitev prostora. Borromeo je ustanovil akademijo (ki je bila odprta leta 1625) in zbirko slik, za katere je zgradil nov objekt v 1611-18. Hiša kardinalovih slik in risb je postala jedro Pinacotece.
Kardinal Borromeo je dal svojo zbirko slik in risb v knjižnico. Kmalu po njegovi smrti, je njegova knjižnica pridobila dvanajst rokopisov Leonarda da Vincija, vključno Codex atlanticus. Knjižnica zdaj vsebuje okoli 12.000 risb evropskih umetnikov, od 14. do 19. stoletja, ki so prišli iz zbirk številnih pokroviteljev in umetnikov, akademikov, zbiralcev umetnin in arhitektov. Cenjene rokopise, vključno z Leonardovimi kodeksi, so zasegli Francozi v času Napoleonove okupacije in jih le delno vrnili po letu 1815.
15. oktobra 1816 je romantični pesnik Lord Byron obiskal knjižnico. Bil je navdušen nad pismi med Lukrecijo Borgia in Pietro Bemba (»najlepšah ljubezenska pisma na svetu« ) in trdil, da mu je uspelo ukrasti pramen njenih las. 
Romanopiska Mary Shelley je obiskala knjižnico 14. septembra 1840, vendar je bila razočarana zaradi poostrene varnosti, ki je bila posledica nedavnega poskusa kraje »nekaterih redkosti Petrarce«. 
Med 30.000 rokopisi, ki segajo od grščine in latinščine do hebrejščine, sirščine, arabščine, etiopščine, turščine in perzijščine, je Muratorijev fragment iz okoli leta 170, najzgodnejši primer svetopisemskega kanona in izvirna kopija De divina proportione, Luca Paciolija. Med krščanskimi in islamskimi arabskimi rokopisi so razprave o medicini, edinstven diwan pesnikov iz 11. stoletja in najstarejši izvod Kitab Sibawayh.
Knjižnica ima kolegij doktorjev, podobno kot skriptorji Vatikanske knjižnice. Med vidnejšimi osebami so bili Giuseppe Ripamonti, Ludovico Antonio Muratori, Giuseppe Antonio Sassi, kardinal Angelo Mai in na začetku 20. stoletja, Antonio Maria Ceriani, Achille Ratti, bodoči papež Pij XI. in Giovanni Mercati.
Stavba je bila poškodovana v drugi svetovni vojni, z izgubo arhivov opernih libretov La Scala, vendar je bila obnovljena leta 1952 in je doživela veliko obnovo tudi v 1990-97.
Umetniška dela Pinacotece Ambrosiana so tudi da Vincijev Portret glasbenika, Caravaggiov Košarica sadja in Rafaelova risanka Atenska šola.

## Nekaj rokopisov
- Uncial 0135 — fragmenti evangelijev po Mateju, Marku in Luku
- Codex Ambrosianus 435, Codex Ambrosianus 837 — Aristotelova razprava O duši
- Miniaturni rokopisi Novega Testamenta: Miniature 343, 344, 345, 346, 347, 348, 349, 350, 351, 352, 353, 614, 615
- Lectionaries ℓ 102, ℓ 103, ℓ 104, ℓ 105, ℓ 106, ℓ 284, ℓ 285, ℓ 286, ℓ 287, ℓ 288, ℓ 289, ℓ 290..
- Codex Ambrosianus